# Шочикалко
Шочикалко (ісп. Xochicalco; науатль Xochicalco [ʃot͡ʃiˈkaɬko] ( прослухати) «будинок квітів») — стародавнє доколумбове поселення в західній мексиканського частині штату Морелос. Місце розкопок розташоване за 38 км на північний захід від міста Куернавака. Розквіт Шочикалько як політичного, релігійного і торгового центру припав на Постлкасичний період, що послідував після розпаду великих держав Месоамерики, таких як Теотіуакан, Монте-Албан, Паленке і Тікаль.
З точки зору архітектури та іконографії, Шочикалько досить схожий на Теотіуакан, міста мая і культури Матлатцінка з долини Толука. В наш час[коли?] багато мешканців довколишніх поселень все ще розмовляють мовою науатль.
Основний церемоніальний центр і житлові споруди (велика частина яких не розкопана) розташовані на довгих терасах на схилах штучно вирівняного пагорба. Поселення було вперше засноване в 200 році до н. е., але розвинулося до міського центру тільки протягом 700—900 років. Практично всі будівлі, що збереглися, були збудовані в цей період. На піку розвитку населення міста могло складати до 20 тис.
В даний час в районі розкопок відкритий музей, який працює для відвідувачів з 10 до 17 без вихідних. Потрапити до обсерваторії можна тільки пополудні.

## Основні пам'ятники

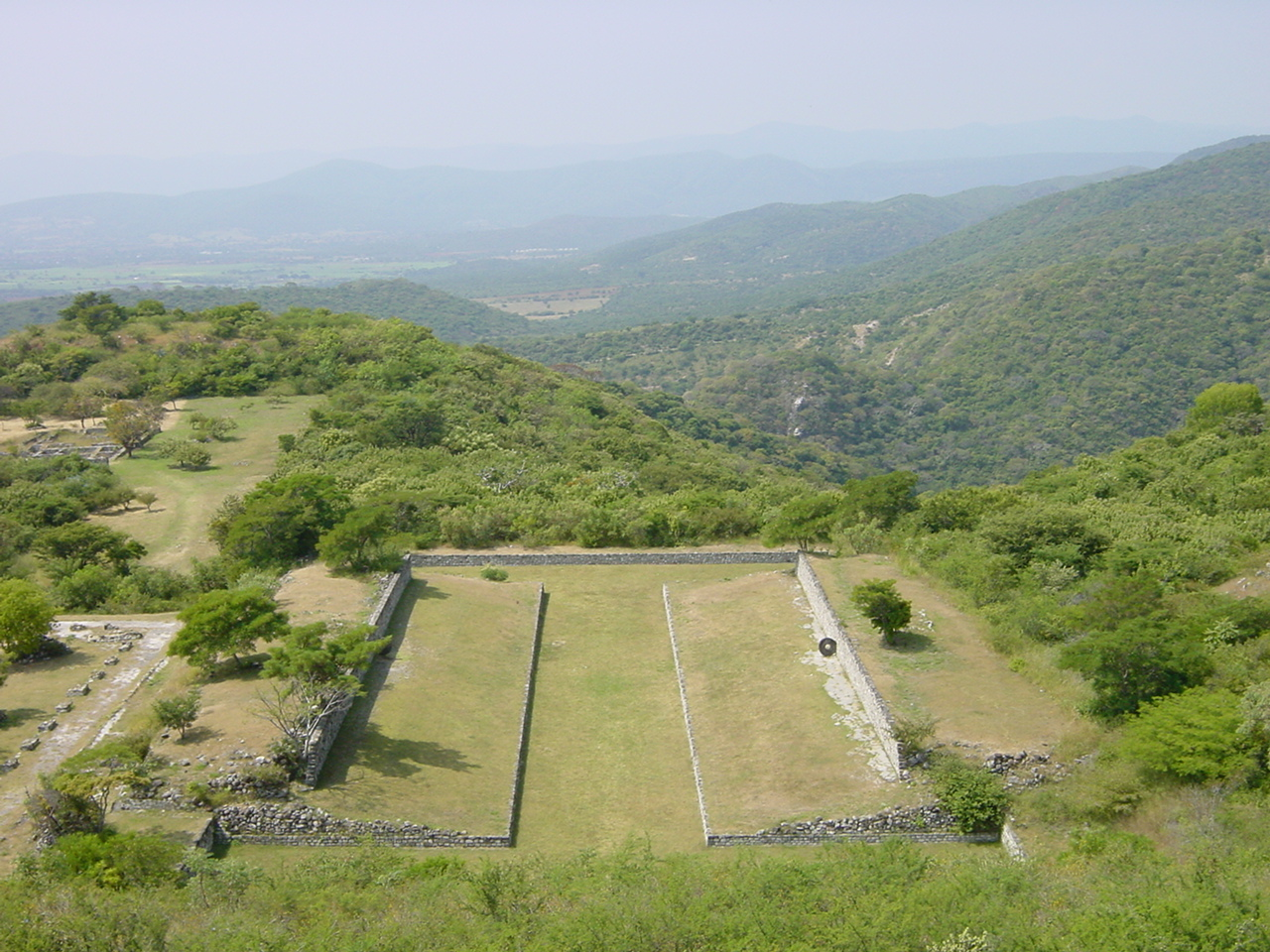
Головний майданчик для гри у м'яч в Шочикалко

Особливий інтерес представляють скульптурні рельєфи на стінах деяких будівель. У храмі Пернатого змія присутні зображення цього божества, стиль яких з очевидністю говорить про вплив мистецтва Теотіуакану і мая. Дослідники припускають, що в Шочикалько могли жити художники з інших частин Месоамерики.
Серед інших пам'ятників — храми у формі терасних пірамід, палаци, три поля для гри у м'яч та незвичайний ряд круглих вівтарів і печерами з вирізаними ступенями. Також тут кілька стел, а ще кілька в наш час[коли?] виставляються в Антропологічному музеї в Мехіко.

## Історія дослідження
Руїни були вперше описані дослідником Антоніо Альсате в 1777 році. Александер фон Гумбольдт опублікував ілюстрації і опис Шочикалько в 1810 році. Руїни навіть відвідував імператор Мексики Максиміліан I. Храм Пернатого змія був відновлений під керівництвом мексиканського археолога Леопольдо Батреса в 1910 році. Велика частина розкопок і відновних робіт були виконані в ході проекту Едуардо Ногуера і Цесара Саерза, який тривав з 1940-х по 1960-ті роки 20-го століття. У 1976 році археолог Рене Хирт з Університету штату Пенсильванія розпочав багатосезонні польові роботи, в результаті яких була складена мапа міста і здійснені розкопки будинків і обсидіанових майстерень. У 1988 році також проводилися обширні археологічні роботи, після яких був створений музей для зберігання всіх експонатів.

## Знищення міста
Наскільки можна зрозуміти з археологічних даних, близько 900 року н. е. місто Шочикалько було спалене і знищене. У будинках були залишені різні предмети, що вказує на те, що місто було покинуте і знищене дуже швидко. Мала частина населення продовжувала мешкати на нижній частині пагорбу. Пізніше, біля 1200 року, поселення було повторно заселене предками ацтекомовних мешканців сучасного штату Морелос.
Шочикалько внесений до списку Світової спадщини ЮНЕСКО і дуже популярний серед туристів.

## Храм Пернатого змія

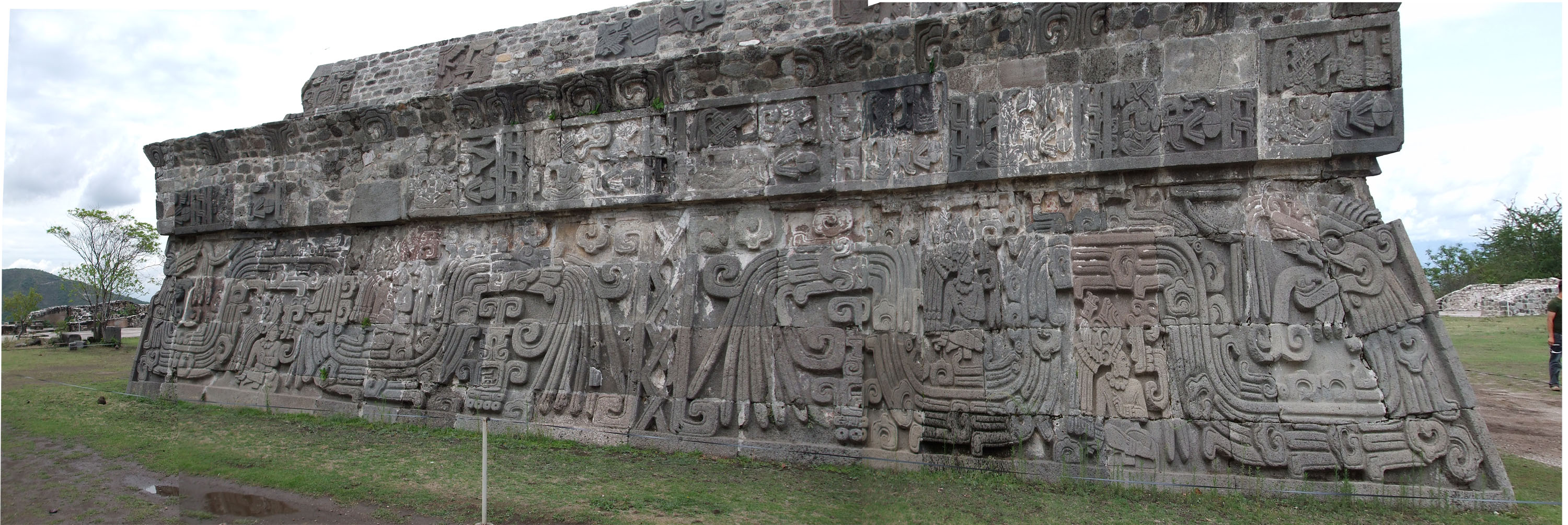
Храм Пернатого змія